# RBC NEWS Link
『RBC NEWS Link』（アールビーシー・ニュース・リンク）は、2021年3月29日から琉球放送（RBCテレビ）で夕方に放送されているローカルニュース番組である。

## 概要
13年に渡り放送されてきた『RBC THE NEWS』の後を受けてスタートした。「地域とつながる あすとつながる」をキャッチコピーに、沖縄県内のニュースや話題を取材し伝えていく。公式WEBページでは、その報道姿勢について「県内くまなく地域のニュースを掘り起こし、沖縄の歴史をみつめ、そして未来へとつながる視座を」としている。

## 放送日時
- 平日 18:15 - 18:53 （2021.3.29 - 、『Nスタ』からステーションブレイク無しで送る）
  - なお、この番組は前番組同様『リピート RBC NEWS Link』と題して平日深夜2時台を中心に再放送されている。（放送時間や放送の有無は編成上の都合による）

## 出演者
○はRBCアナウンサー。

### 現在の出演者
キャスター
- 與那嶺啓○（月・火・水 担当）[注 1]
- 片野達朗○（木 担当）
- 田久保諭○（金 担当）
- 仲田紀久子○（月・火・木 担当）[注 2]
- 沖野綾亜○（水 担当）
- 仲村美涼○（金 担当）[注 3]

スポーツキャスター
- 鎌田宏夢○
- 下地麗子

気象予報士
- 松澤まゆ（ウェザーマップ所属）[注 4]

### 過去の出演者
| 期間      | 期間       | 男性     | 男性     | 男性     | 男性     | 男性     | 女性       | 女性       | 女性       | 女性       | 女性     |
| 期間      | 期間       | 月       | 火       | 水       | 木       | 金       | 月         | 火         | 水         | 木         | 金       |
| --------- | ---------- | -------- | -------- | -------- | -------- | -------- | ---------- | ---------- | ---------- | ---------- | -------- |
| 2021.3.29 | 2022.3.31  | 與那嶺啓 | 田久保諭 | 與那嶺啓 | 田久保諭 | 與那嶺啓 | 仲田紀久子 | 仲田紀久子 | 金城有佳   | 仲田紀久子 | 仲村美涼 |
| 2022.4.1  | 2022.7.1   | 片野達朗 | 片野達朗 | 田久保諭 | 田久保諭 | 田久保諭 | 仲田紀久子 | 仲田紀久子 | 仲田紀久子 | 仲村美涼   | 仲村美涼 |
| 2022.7.4  | 2022.9.2   | 與那嶺啓 | 與那嶺啓 | 田久保諭 | 田久保諭 | 田久保諭 | 仲田紀久子 | 仲田紀久子 | 仲田紀久子 | 仲村美涼   | 仲村美涼 |
| 2022.9.5  | 2022.9.30  | 與那嶺啓 | 與那嶺啓 | 田久保諭 | 田久保諭 | 田久保諭 | 屋良歩     | 屋良歩     | 沖野綾亜   | 仲村美涼   | 仲村美涼 |
| 2022.10.3 | 2024.3.29  | 與那嶺啓 | 田久保諭 | 與那嶺啓 | 田久保諭 | 與那嶺啓 | 屋良歩     | 屋良歩     | 沖野綾亜   | 仲村美涼   | 仲村美涼 |
| 2024.4.1  | 2024.12.28 | 與那嶺啓 | 與那嶺啓 | 與那嶺啓 | 片野達朗 | 田久保諭 | 仲田紀久子 | 仲田紀久子 | 沖野綾亜   | 仲村美涼   | 本行慶子 |
| 2025.1.6  | 現在       | 與那嶺啓 | 與那嶺啓 | 與那嶺啓 | 片野達朗 | 田久保諭 | 仲田紀久子 | 仲田紀久子 | 沖野綾亜   | 仲田紀久子 | 仲村美涼 |

## テーマ音楽
オープニング曲をはじめとした番組内の音楽は、（VTR内で使用されるものを除き）オリジナルとなっている。
- 作曲・ピアノ：白川ミナ[注 5]
  - バイオリン：くによしさちこ
  - ギター：三浦慎司
  - ボイス：金城しおり

### 気象情報
気象情報にはコーナースポンサーがついており、ＢＧＭもタイアップによりＣＭ曲のアレンジが使用されている。
| 期間                          | アーティスト・曲名         | スポンサー         |
| ----------------------------- | -------------------------- | ------------------ |
| 2021年3月29日 - 2021年3月29日 | D-51「Believe」            | OtNet              |
| 2023年4月3日 - 2023年5月31日  | ✕                          | （スポンサー無し） |
| 2023年6月1日 -                | Pinkzebra「Fly Away Home」 | オロク商会         |

## RBC NEWS Link FLASH
長年に渡り放送されてきた『RBCフラッシュニュース』が、『NEWS Link』開始に合わせ改題されたスポットニュース枠。テロップや音楽も『NEWS Link』とのフォーマット統一が図られた。尚、『NEWS Link』が平日のみの放送なのに対し『NEWS Link FLASH』は土日も放送されている。なお、『NEWS Link FLASH』を放送しているために『news23』の月 - 木曜日のローカル枠は関東ローカルの内容をそのまま放送している。

### 放送時間
スポーツ中継の延長時や特番放送時には放送休止もしくは時間変更になる。
- 月曜日 - 木曜日 22:57 - 22:59
- 土曜日・日曜日 21:55 - 21:57